# Steve Jordan
Steve Jordan (* 14. ledna 1957) je americký multiinstrumentalista, hudební skladatel a producent. Za svou producentskou práci získal cenu Grammy. Působí také jako hudební pedagog, je autorem instruktážního DVD pro bubeníky The Groove is Here.
U svých fanoušků je asi nejznámější jako bubeník. Za bicími také strávil největší část své hudební kariéry, ať už jako člen různých skupin nebo jako studiový bubeník. Nejvíce se zviditelnil jako bubeník, spoluautor a koproducent skupiny X-pensive Winos, kterou dal dohromady kytarista Rolling Stones Keith Richards. Později hrál Steve Jordan v triu kytaristy Johna Mayera a ještě o něco později koncertoval s Ericem Claptonem.